# كرنغان (ورزقان)
كرنغان هي قرية في مقاطعة ورزقان، إيران. يقدر عدد سكانها بـ 65 نسمة بحسب إحصاء 2016.